# 広電ストア

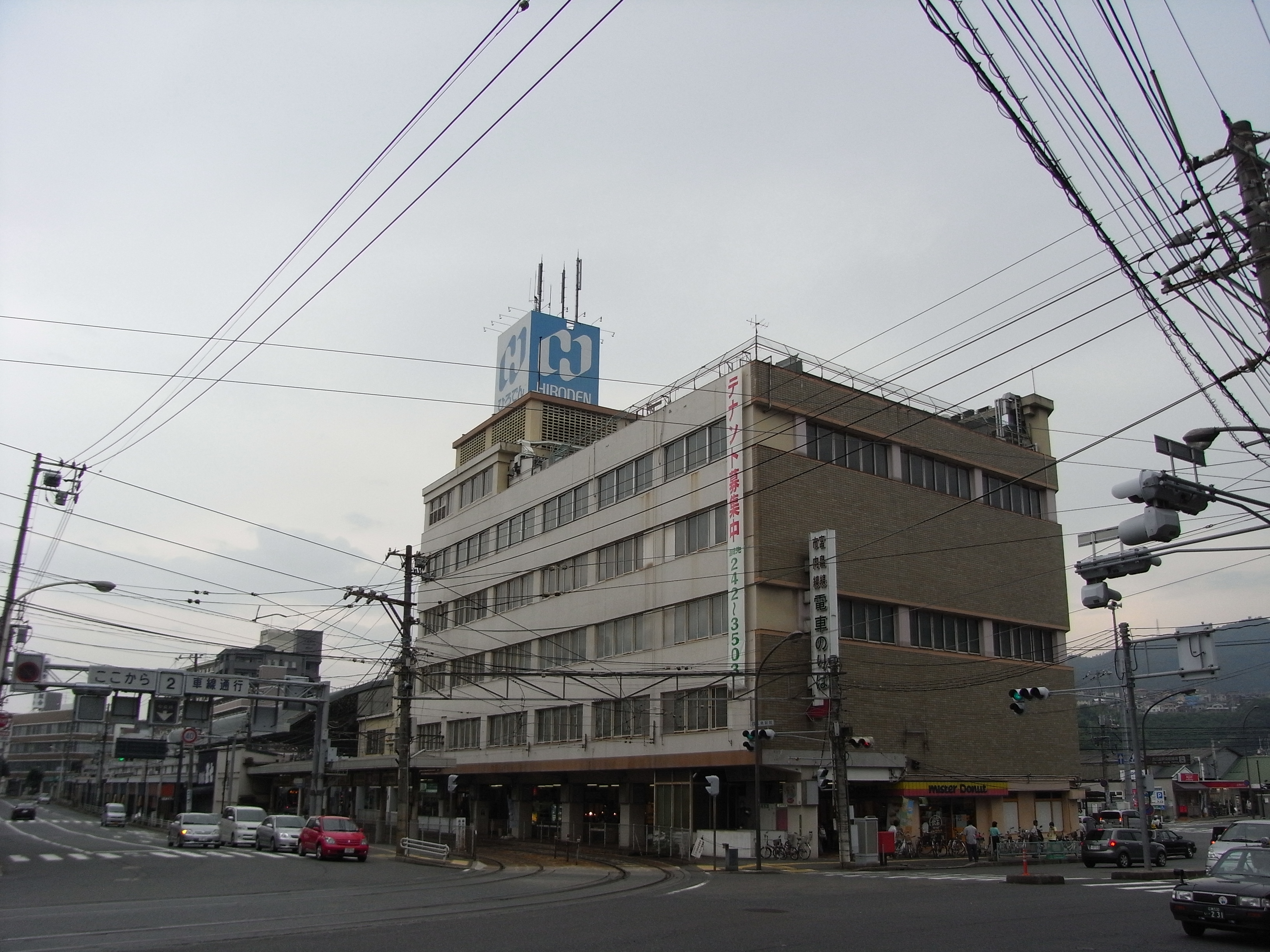
1号店の己斐店（ひろでん会館）。過去に本部が置かれていた

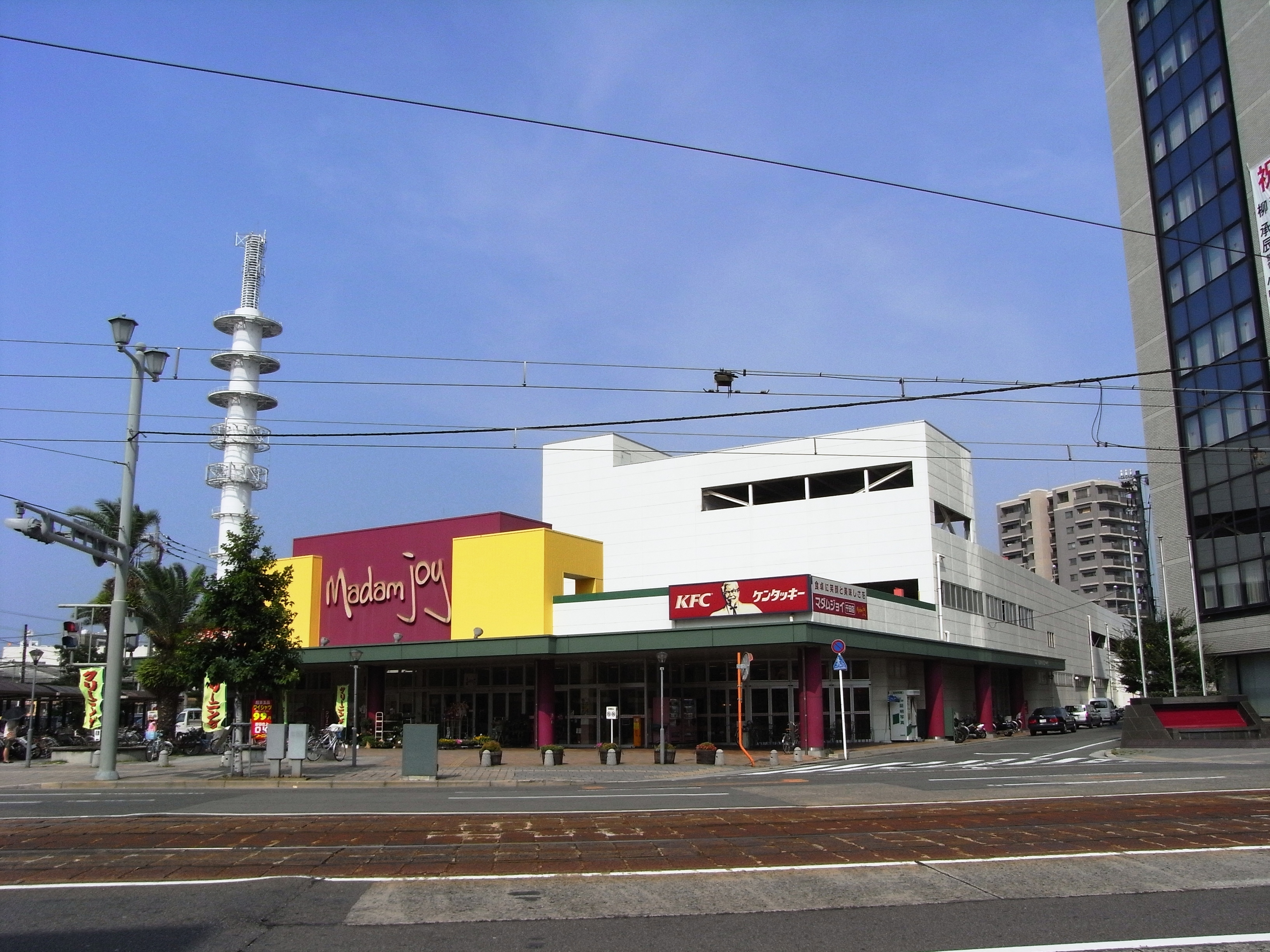
千田店。本部が置かれていた時期があった

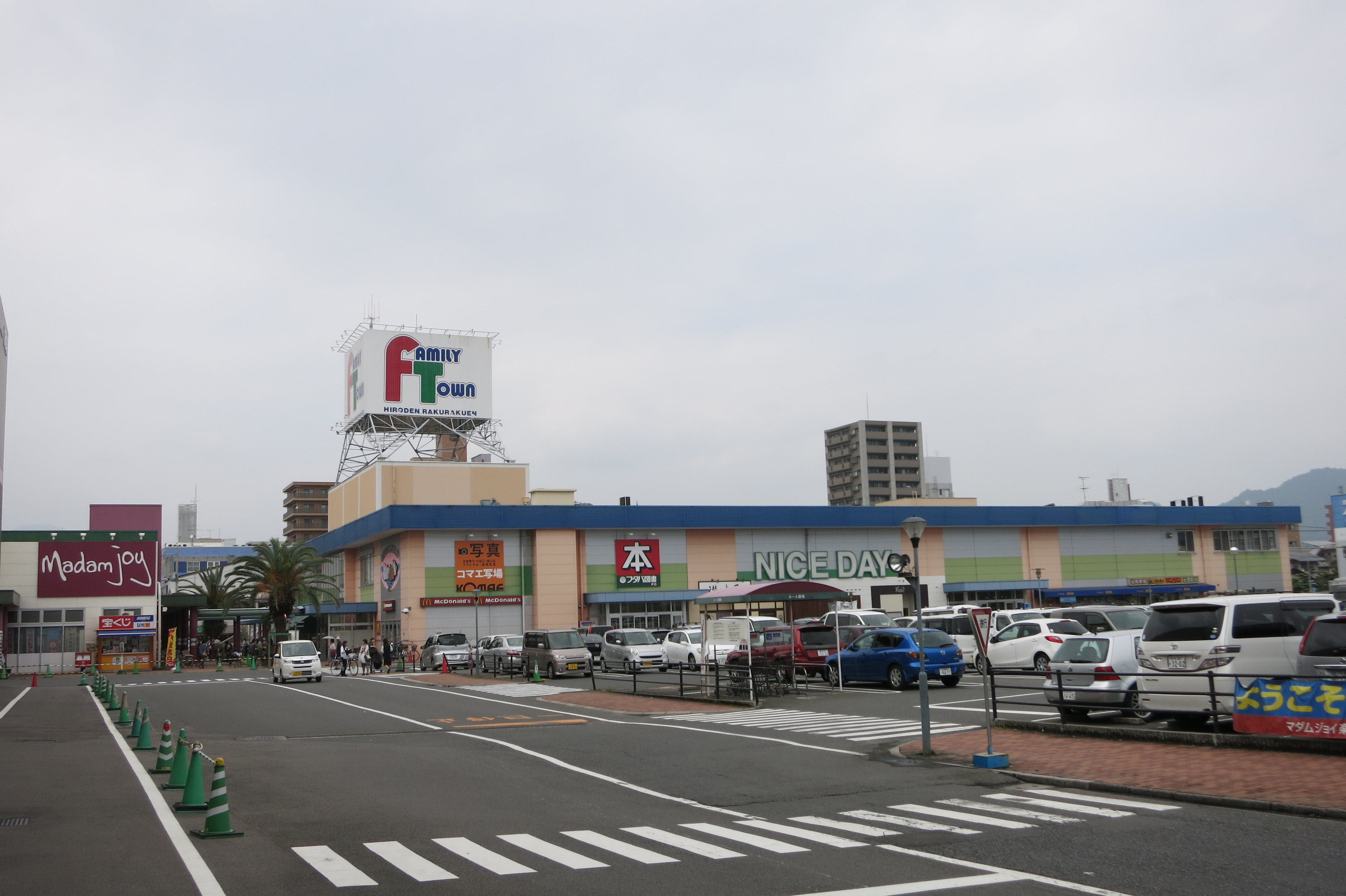
ファミリータウン広電楽々園にあったマダムジョイ楽々園店。事業譲渡時に現存した店舗で2番目に古い店舗。
（左が2000年代に増床したマダムジョイ、右が開業時の建物である専門店街ナイスデイ）

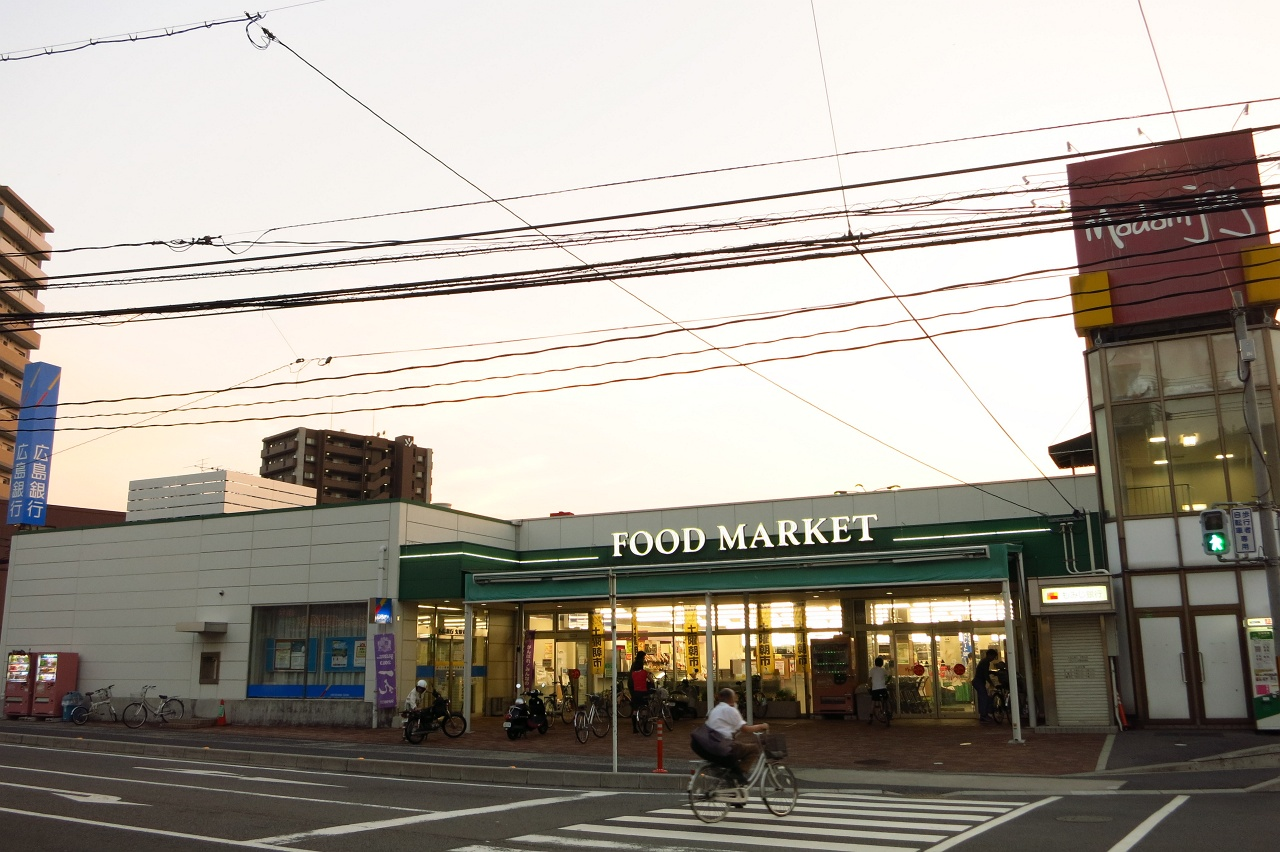
矢野店。事業譲渡時に現存した店舗で3番目に古い店舗。広島銀行矢野支店がテナントとして入居

株式会社広電ストア（ひろでんストア、英: HIRODEN STORE Co.,Ltd.）は、かつて「マダムジョイ」の店舗ブランドでスーパーマーケットを経営していた広電グループの企業。広島電鉄の完全子会社であった。私鉄系スーパーのプライベートブランド「Vマーク」商品を扱う八社会にも加盟していた。
2018年にスーパーマーケット事業をマックスバリュ西日本（現・フジ）に譲渡し、2019年に法人格が消滅した。

## 概要
「広電ストア」の屋号で1号店の己斐店を創業。本社・本部は広島電鉄本社ビル内に置いていた。本社をひろでん会館（己斐店）や千田店内に置いた時期もあった。
広島市内を中心に店舗を展開し、食品・服飾品を取り扱うスーパーマーケットであった。1990年代後半から2000年代前半にかけて取扱品目を食料品中心に絞った上で、1999年頃から順次、屋号を「マダムジョイ」へ変更した。この時期には不採算店を閉鎖する一方で、広島電鉄の遊休地などに新規出店も行われた。その後も赤字体質は改善しなかった。
2018年7月、移動販売車を含む既存店舗の営業権を、イオングループに属し同じ広島市に本社を置くマックスバリュ西日本へ事業譲渡することとし、広電ストア・広島電鉄とマックスバリュ西日本の三者間で事業譲渡に関する基本協定書を締結。同2018年9月26日20時をもって「マダムジョイ」全5店舗の営業を終了、同年10月よりマックスバリュ西日本に事業譲渡され「マックスバリュ」の店舗として順次リニューアルした。決議譲渡価格については非公開。
その後、同年10月22日の広島電鉄での取締役会決議を経て、臨時株主総会において解散を決議し、2018年10月31日をもって解散した。
その後、2019年1月11日に広島地方裁判所から特別清算開始決定を受けた。負債総額は約70億円。そして同年4月15日に清算結了し法人格が消滅した。

## 沿革
- 1960年（昭和35年）3月1日 - 広電興産株式会社（ひろでんこうさん）として会社設立[4]（現在の広電興産とは別会社）。
- 1964年（昭和39年）6月 - 広電西広島（己斐）駅にひろでん会館が開業し、ひろでん己斐店が開店。
- 1972年（昭和47年）3月23日 - 楽々園遊園地跡地にひろでん楽々園ショッピングタウン（ひろでん楽々園店）開業[4]。
- 1977年（昭和52年）3月24日 - ひろでん矢野店開店[4]。
- 1982年（昭和57年）6月 - 株式会社広電ストアに社名変更[9]。
- 1990年（平成2年）
  - 3月 - シンボルマークを一新。
  - 6月 - アルパーク開業に伴いひろでんアルパーク店開店。
  - 12月 - 広電楽々園を吸収合併[10]。
- 1999年（平成11年）頃 - 順次屋号を「マダムジョイ」に変更。
- 2000年（平成12年）
  - 10月2日 - マダムジョイ千田店開店[4]。
  - 11月24日 - マダムジョイ江波店開店[4]。
  - 日付不詳 - ひろでん楽々園店を改装し、マダムジョイ楽々園店としてリニューアルオープン。
- 2007年（平成19年）4月30日 - 八社会より共同商品の供給開始。
- 2013年（平成25年）
  - 2月28日 - マダムジョイアルパーク店閉店。
  - 7月5日 - マダムジョイ牛田店開店。
- 2018年（平成30年）
  - 3月31日 - ひろでん会館の閉鎖に伴い、マダムジョイ己斐店が閉店。
  - 7月23日 - 広電ストア・広島電鉄とマックスバリュ西日本の三者間で事業譲渡に関する基本協定書を締結[4]。
  - 9月26日 - この日をもって「マダムジョイ」としての営業を終了。[11]。
  - 10月1日 - マックスバリュ西日本に事業譲渡[4]。
  - 10月16日 - マックスバリュ千田店、楽々園店開店[4]。
  - 10月23日 - マックスバリュ江波店、牛田、矢野店開店[4]。
  - 10月31日 - 会社解散。
- 2019年（平成31年）
  - 1月11日 - 広島地方裁判所から特別清算開始決定を受ける[1][3][8]。
  - 4月15日 - 法人格消滅[2]。

## 事業譲渡時に存在した店舗
全て広島市内に所在していた。青果部門に力を入れ、木曜日には野菜のばら売り98円均一や土曜日には各店舗で朝市を開催しており、三次市（JA三次）の産地直産品や野菜・果物を格安で販売していた。
- 千田店（中区東千田町） - 広島電鉄本社隣。
- 江波店（中区江波西） - 広島電鉄江波営業所構内。
- 牛田店（東区牛田旭） - 2013年4月に閉店したスパークサンベルモ店の後継テナントとして2013年7月に出店。13年ぶりの新店舗。
- 矢野店（安芸区矢野東） - マックスバリュとして2018年10月23日にリニューアルオープン後[12]、2022年11月27日に閉店[13]。
- 楽々園店（佐伯区楽々園） - ショッピングモール「ファミリータウン楽々園」内。

### 事業譲渡時までに閉鎖された店舗
- 益田店（島根県益田市） - サンプラザマルシン核テナント（衣料品のみ展開）。建物解体後、旧益田サティ（現・イオン益田店）となる。
- 毘沙門台店（広島市安佐南区） - スーパーふじおか（ピュアークック）へ営業譲渡。
- 熊野店（安芸郡熊野町） - 2000年にユアーズへ営業譲渡（建物は所有）。2014年3月に閉店。その後建物は解体。
- 牛田店（広島市東区） - ユアーズへ営業譲渡。現在の牛田店とは別店舗。
- 宇品店（広島市南区） - ユアーズへ営業譲渡。2006年7月閉店後に解体。
- アルパーク店 (広島市西区）- アルパーク東棟地下1階。2013年2月28日に閉店後、後継テナントとして2013年4月25日にスパークアルパーク店がオープン。[14]
- 己斐店（広島市西区） - 広島電鉄広電西広島（己斐）駅構内・ひろでん会館地下1階。広電ストアの1号店だったが、ひろでん会館の解体に伴い2018年3月31日をもって閉店。

## 移動販売
2013年から移動販売を手がけていた。自社（広電バス）の中古車両を改造したもので、愛称は「ヒロデンジャー」。当初は北広島町の住宅団地数カ所を2日おきに約1時間ずつ巡回する計画としていたが、導入当初はスーパーが撤退し、地元からの誘致のあった杉並台団地（佐伯区湯来町）で営業を開始した。2017年からは同様に2012年にスーパーが撤退した四季が丘（廿日市市）でも移動販売を行っている。野菜、生鮮食品、冷凍食品、日用品等約1400品を販売した。